# Loweia garbas
Loweia garbas är en fjärilsart som beskrevs av Fabricius 1787. Loweia garbas ingår i släktet Loweia och familjen juvelvingar. Inga underarter finns listade i Catalogue of Life.